# 遼河油田

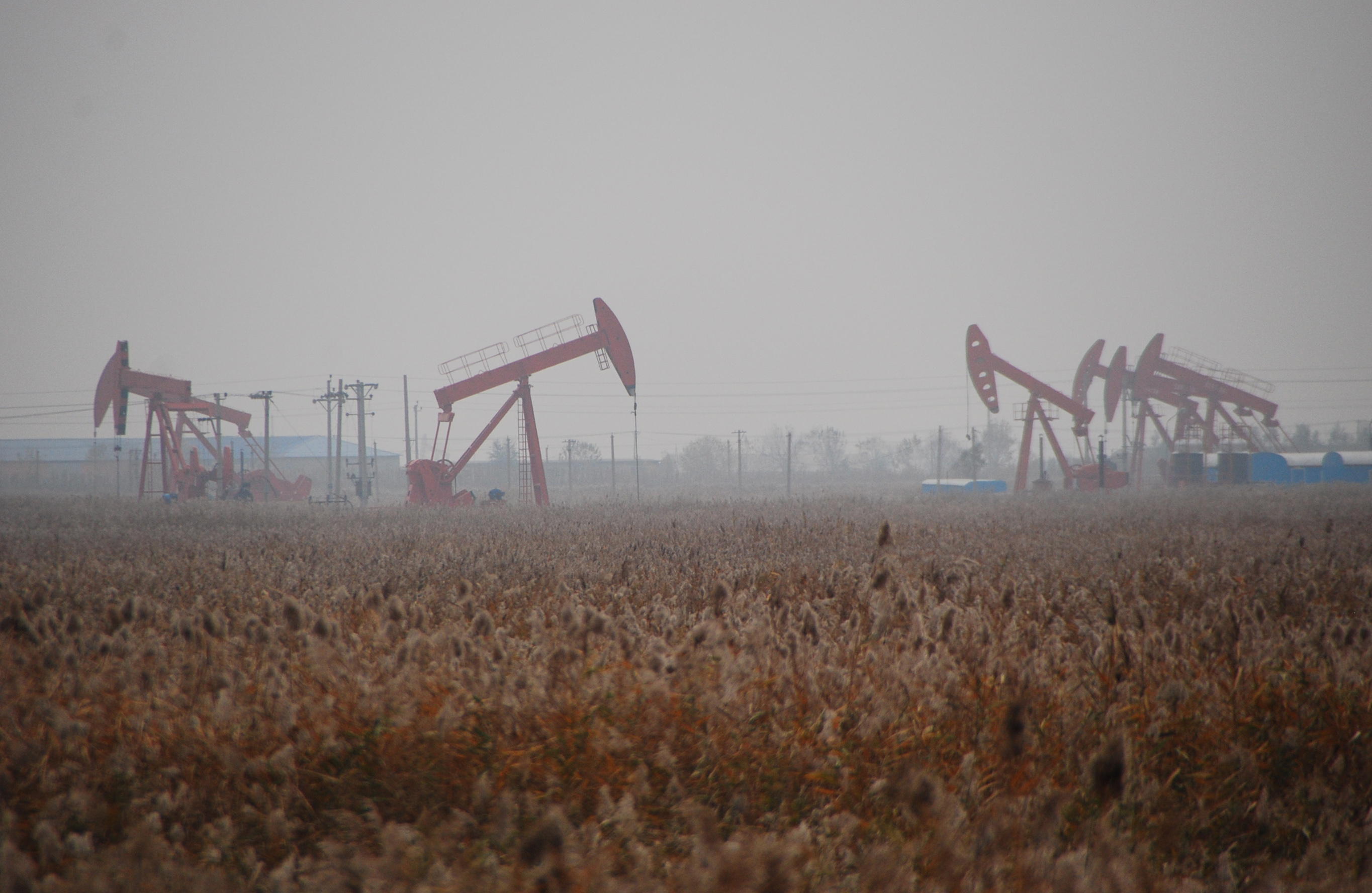
遼河油田（遼寧省盤錦市）

遼河油田（りょうがゆでん）は、中華人民共和国の3大油田の一つ。中国の石油天然ガス会社である中国石油天然気集団公司に属している。

## 概要
1973年に発見され、その中心地である遼寧省の盤錦市は急速に発展した。
2004年現在、原油の生産高は1200万tである。